# TJ Sokol Čechočovice
TJ Sokol Čechočovice (celým názvem: Tělovýchovná jednota Sokol Čechočovice) byl český klub ledního hokeje, který sídlil v Čechočovicích v Kraji Vysočina. Založen byl v roce 1943. V sezóně 2006/07 se stal přeborníkem Kraje Vysočina, čímž si zajistil účast v kvalifikaci o 2. ligu, účasti v ní se ovšem později zřekl. Zanikl v roce 2008. Klubové barvy byly modrá, žlutá a bílá.
Své domácí zápasy odehrával v Třebíči na tamějším zimním stadionu s kapacitou 5 000 diváků.

## Přehled ligové účasti
Stručný přehled
Zdroj: 
- 2004–2007: Krajský přebor Vysočiny (4. ligová úroveň v České republice)
- 2007–2008: Jihomoravská a Zlínská krajská liga (4. ligová úroveň v České republice)

Jednotlivé ročníky
Zdroj: 
Legenda: ZČ – základní část, JMK – Jihomoravský kraj, červené podbarvení – sestup, zelené podbarvení – postup, fialové podbarvení – reorganizace, změna skupiny či soutěže
| Česko (2004 – 2008) |                                     |           |           |                                        |                         |
| Sezóny              | Soutěž                              | Úroveň    | ZČ        | Play-off, nadstavba, sk. o udržení...  | Poznámky                |
| 2004/05             | Krajský přebor Vysočiny             | 4. úroveň | 5. místo  | Čtvrtfinále                            |                         |
| 2005/06             | Krajský přebor Vysočiny             | 4. úroveň | 3. místo  | Finále                                 |                         |
| 2006/07             | Krajský přebor Vysočiny             | 4. úroveň | 1. místo  | Vítěz; odmítnutí kvalifikace o 2. ligu | Přechod do jiného kraje |
| 2007/08             | Jihomoravská a Zlínská krajská liga | 4. úroveň | 11. místo | Čtvrtfinále JMK                        |                         |